# János Riesz
János Riesz (* 5. Januar 1941 in Budakeszi, Königreich Ungarn) ist ein deutscher Romanist, Sprach- und Literaturwissenschaftler. Er hatte von 1979 bis 2004 an der Universität Bayreuth den Lehrstuhl für Romanische Literaturwissenschaft und Komparatistik mit besonderer Berücksichtigung der afrikanischen Literatur inne.

## Leben und Werk
Der Sohn ungarndeutscher Eltern studierte von 1961 bis 1968 Germanistik, Romanistik und Vergleichende Literaturwissenschaften an den Universitäten Heidelberg, Rom und Bonn. Mit einer komparatistischen Arbeit über die Sestine promovierte er 1968 in Bonn. Anschließend lehrte er zwei Jahre als Deutschlektor im Auftrag des DAAD an der Universität Metz. Von 1971 bis 1976 war er wissenschaftlicher Assistent bzw. Assistenzprofessor für Romanische Philologie an der Universität Mainz. Dort habilitierte er 1975 mit einer Schrift über Beat Ludwig von Muralts «Lettres» im Fach Romanische Philologie. 1977 bis 1979 versah er Lehrstuhlvertretungen in Mainz und Bayreuth. 
Riesz wurde 1979 auf den Lehrstuhl für Romanische und Vergleichende Literaturwissenschaft an der Universität Bayreuth berufen, zu dessen Aufgabenstellung insbesondere die Berücksichtigung afrikanischer Literaturen gehörte. Als Vorsitzender einer Kommission des Akademischen Senats (bis 1985) war er mitverantwortlich für den Aufbau des Forschungsschwerpunktes für „Afrikanologie“ (interdisziplinäre Afrikastudien) in Bayreuth. Von 1980 bis 1982 war Riesz Dekan der Sprach- und Literaturwissenschaftlichen Fakultät, 1985 bis 1988 war er Vizepräsident für Lehre und Studierende der Universität Bayreuth. Von 1984 bis 1997 leitete er zusammen mit Helmut Ruppert den DFG-Sonderforschungsbereich (SFB) 214 „Identität in Afrika“. Von 1999 bis 2002 übernahm Riesz erneut die Vizepräsidentschaft der Universität, diesmal zuständig für den Bereich Forschung und wissenschaftlicher Nachwuchs. 2004 trat er in den Ruhestand.
Riesz gilt als Begründer der deutschen Afroromanistik.
Neben seiner Reputation als ausgewiesener Spezialist für afrikanische Literaturen gilt János Riesz als 'Universal-Romanist'. Sein Œuvre umfasst neben wichtigen Texten zu afrikanischen Literaturen auch ‚klassisch’ romanistische Themen. Zu nennen sind in diesem Zusammenhang seine komparatistisch angelegte Studie Die Sestine - Ihre Stellung in der literarischen Kritik und ihre Geschichte als lyrisches Genus, seine Habilitationsschrift Beat Ludwig von Muralts Lettres sur les Anglais et les Français und ihre Rezeption - Eine literarische „Querelle“ der französischen Frühaufklärung und vor allem seine breit rezipierte kommentierte Übersetzung des Novellino.
In seinen zahlreichen Publikationen zu afrikanischen Literaturen in französischer Sprache konfrontiert er afrikanische Literaturen immer wieder mit dem Kanon europäischer Literaturen. Rezensenten betonen, dass diese Herangehensweise dazu führt, dass afrikanisches Schreiben und europäische Literaturen als ebenbürtig angesehen werden. János Riesz analysiert Literatur nicht in strengen Abgrenzungen, sondern kontextualisiert fiktionales Schreiben stets mit den Erkenntnissen anderer Disziplinen. Seine Bücher und Artikel zu afrikanischen Literaturen gelten als wichtige Pionierleistungen und machten die Rezeption afrikabezogener postkolonialer Studien in Deutschland erst möglich. Viele seiner Artikel sind ins Französische übersetzt und in Form von Sammelbänden zugänglich.
2006 veröffentlichte János Riesz eine Biografie des senegalesischen Dichters und Präsidenten Léopold Sédar Senghor, die seitdem als das Standardwerk im deutschsprachigen Raum gilt.
In seiner Zeit als Universitätsprofessor in Bayreuth zeichnete sich János Riesz durch eine außergewöhnlich aktive Nachwuchsförderung aus, die sich in einer großen Zahl von ihm betreuter Dissertationen und Habilitationen niederschlägt.

## Veröffentlichungen
Monographien (Auswahl)
- Die Sestine - Ihre Stellung in der literarischen Kritik und ihre Geschichte als lyrisches Genus, München (Fink) 1971 (= Human. Bibl.-Abh. und Texte, R.I.: Abh., Bd. 10), 334 S.
- Beat Ludwig von Muralts Lettres sur les Anglais et les Français und ihre Rezeption - Eine literarische „Querelle“ der französischen Frühaufklärung, München (Fink) 1979, 232 S.
- Koloniale Mythen - Afrikanische Antworten. Europäisch-afrikanische Literaturbeziehungen I, Frankfurt a. M. (IKO) 1993, XV + 376 S. – 2. Überarbeitete und um sechs Kapitel erweiterte Auflage 2000, XVIII + 401 S.
- Französisch in Afrika - Herrschaft durch Sprache. Europäisch-afrikanische Literaturbeziehungen II, Frankfurt a. M. (IKO) 1998, 419 S.
- Léopold Sédar Senghor und der afrikanische Aufbruch im 20. Jahrhundert, Wuppertal (Peter Hammer Verlag) 2006, 349 S.
- De la littérature coloniale à la litterature africaine – Prétextes, contextes, intertextes, Paris (Karthala) 2007, 421 S.
- Astres et Désastres - Histoire et récits de vie africains de la Colonie à la Postcolonie, Hildesheim (Georg Olms Verlag) 2009, 397 S.

Als Alleinherausgeber:
- Frankophone Literaturen außerhalb Europas, Frankfurt M. usw. (Lang) 1987, 175 S.
- Il Novellino. Das Buch der hundert alten Novellen. Italienisch/Deutsch. Übersetzung, Kommentar, Nachwort, Stuttgart (Reclam) 1988, 342 S. – 2. Aufl. 2002.
- Torquato Tasso: Aminta. Italienisch / Deutsch. Übersetzung, Kommentar, Nachwort, Stuttgart (Reclam) 1995, 261 S.
- Blick in den schwarzen Spiegel. Das Bild des Weißen in der afrikanischen Literatur des 20. Jahrhunderts. Textauswahl und Kommentar. Wuppertal (Peter Hammer Verlag) 2003, 250 S.
- Paul Verlaine: Im schwarzen Gras Kobolde gehen – Gedichte. Französisch und Deutsch. Auswahl und Nachwort, Leipzig (Reclam) 2004, 159 S.
- Robert Randau: Le Chef des porte-plume. Roman de la vie coloniale, (EA 1922), Paris (L’Harmattan) 2005, Edition und Einleitung, XXVII + 232 S.
- Léopold Sédar Senghor: Botschaft und Anruf. Gedichte. Aus dem Französischen von Janheinz Jahn, Neubearbeitung der Übersetzung, Erläuterungen (S. 222–232) und Nachwort (S. 206–220), Wuppertal (Peter Hammer Verlag) 2006.

Als Mitherausgeber (Auswahl):
- Mainzer Komparatistische Hefte: 3 Nummern, 1978–1979.
- Komparatistische Hefte (Bayreuth): 16 Nummern, 1980–1987.
- Bayreuther Beiträge zur Literaturwissenschaft, hrsg. zus. mit Walter Gebhard und Richard Taylor, seit 1980, ca. 20 Bände.
- (zus. mit Wolfgang Bader) Literatur und Kolonialismus. Die Verarbeitung der kolonialen Expansion in der europäischen Literatur, Frankfurt M. (Lang) 1983, 348 S.
- (zus. mit Joachim Schultz) „Tirailleurs Sénégalais“. Zur bildlichen und literarischen Darstellung afrikanischer Soldaten im Dienste Frankreichs / Présentations littéraires et figuratives de soldats africains au service de la France, Frankfurt M. (Lang) 1989, 289 S.
- (zus. mit Alain Ricard) Semper Aliquid Novi. Littérature Comparée et Littératures d’Afrique. Mélanges offerts à Albert Gérard à l’occasion de son 70e anniversaire, Tübingen (Narr) 1990, 410 S.
- (zus. mit Alain Ricard) Le champ littéraire togolais, Bayreuth (BASS) 1992, 200 S.
- (zus. mit Karsten Garscha und H.-J. Lüsebrink) Studien zu den frankophonen Literaturen außerhalb Europas, Frankfurt M. (IKO); seit 1993, bislang über 20 Bände (seit 2005 Véronique Porra MH an Stelle von K. Garscha).
- (zus. mit Hélène d’Almeida-Topor) Échanges franco-allemands sur l’Afrique. Lettres et sciences humaines, Bayreuth (BASS), 1994, 246 S.
- (zus. mit P. Halen) Littératures du Congo-Zaïre. Actes du Colloque International de Bayreuth  (22-24 juillet 1993), Amsterdam-Atlanta (Rodopi) 1995 (=Matatu, vols. 13-14), 424 S.
- (zus. mit Robert Debusmann) Kolonialausstellungen – Begegnungen mit Afrika?, Frankfurt M. (IKO) 1995, 202 S.
- (zus. mit Ulla Schild) Genres Autobiographiques en Afrique / Autobiographical Genres in Africa, Berlin (D. Reimer) 1996, 211 S.
- (zus. mit P. Halen) Patrice Lumumba entre Dieu et Diable – Un héros africain dans ses images, Paris (L’Harmattan) 1997, 389 S.
- (zus. mit Simon A. Amegbleame) Histoire, littérature et société au Togo, Frankfurt M. (IKO) 1997, 273 S.
- (zus. mit Véronique Porra) Bayreuther Frankophonie Studien, seit 1997 5 Hefte.
- (zus. mit Yves Marguerat) Onze autobiographies d’Africains publiées par Diedrich Westermann 1938, Lomé (Haho) – Paris (Karthala) 2001, 321 S.
- (zus. mit Robert Dion und H.-J. Lüsebrink) Ecrire en langue étrangère. Interférences de langues et de cultures dans le monde francophone, Montreal (Nota bene) – Frankfurt M. (IKO) 2002, 567 S.
- (zus. mit Alfonso de Toro, Charles Bonn, Graham Huggan, William Luis) Passagen – Transdisziplinäre Kulturperspektiven / Transdisciplinary Cultural Perspectives / Perspectives Culturelles Transdisciplinaire, Georg Olms Verlag, seit 2002, bislang 5 Bände.
- (zus. mit Hans-Walter Schmidt-Hannisa) Lesekulturen / Reading Cultures, Frankfurt M. (Lang) 2003, 164 S.
- (zus. mit A.-P. Oloukpona-Yinnon) Plumes Allemandes. Biographies et Autobiographies Africaines („Afrikaner erzählen ihr Leben“). Actes du Colloque International de Lomé à l’occasion de la réédition de la traduction française de l’anthologie de Diedrich Westermann Onze Autobiographies d’Africains (1938) du 21 au 23 février 2002, Lomé (Presses de l’UL) 2003, 300 S.
- (zus. mit Susanne Gehrmann) Le Blanc du Noir. Représentations de l’Europe et des Européens dans les littératures africaines, Münster (LIT) 2004, 258 S.
- (zus. mit Véronique Porra) Themenheft « Études Francophones et Postcolonial Studies » von Neohelicon, Bd. XXV, 2008, 2.
- (zus. mit Antoine Champeaux, Eric Deroo) Forces Noires des puissances coloniales européennes, Panazol (Lavauzelle) 2009, 352 pages + 32 pages photos.